# Bruno Beger
Bruno Beger, född 27 april 1911 i Frankfurt am Main, död 12 oktober 2009 i Königstein im Taunus, var en tysk rasantropolog och SS-Hauptsturmführer. 

## Biografi
Beger ingick 1938–1939 i en Tibetexpedition som leddes av den tyske zoologen Ernst Schäfer. Beger tog där bland annat skallmått på tibetaner för att föröka påvisa samband med den ariska rasen. År 1940 lade Beger fram avhandlingen Die Bevölkerung der altmärkischen Wische.
År 1943 lade Beger och hans kolleger, SS-läkaren August Hirt och direktorn för Ahnenerbe, Wolfram Sievers, fram ett förslag att man skulle upprätta en samling bestående av skelett från judiska fångar i Auschwitz. Enligt Hirt var det av största betydelse att bevara kranier från judisk-bolsjevikiska kommissarier för vetenskaplig forskning vid universitetet i Strassburg. Beger hyste en särskild önskan att få forska om inreasiatiska folk och begav sig i juni 1943 till Auschwitz för anatomiska undersökningar. Beger deltog i selektionen av två polska, åttiosex judiska och fyra inreasiatiska fångar som skulle inga i undersökningsprojektet. De utvalda internerna genomgick fotografering och dokumentering. De åttiosex judiska fångarna fördes därefter till Natzweiler, där de mördades.

### Rättegång
Beger dömdes i april 1971 av Landgericht Frankfurt am Main till tre års fängelse för medhjälp till mord i åttiosex fall men behövde aldrig avtjäna straffet.